# بلدة آدامز (مقاطعة واشنطن)
بلدة آدامز هي واحدة من اثنين وعشرين بلدة في مقاطعة واشنطن، أوهايو، الولايات المتحدة. وجد تعداد عام 2000، 1،830 شخصًا في البلدة، يعيش 1202 منهم في الأجزاء غير المدمجة من البلدة.

## الاسم والتاريخ
وهي واحدة من عشر ضواحي سُميت باسم «آدمز» على مستوى الولاية.

## روابط خارجية
- موقع المقاطعة